# Erlenmeyerkolben

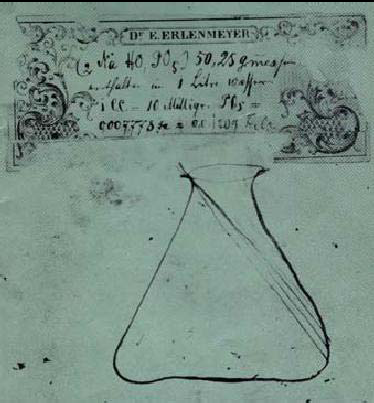
Originalentwurf von Emil Erlenmeyer

Emil Erlenmeyer

Der Erlenmeyerkolben (Synonym Schüttelkolben) ist ein Kolben mit einem flachen Boden, der nach oben hin in einer Kegelform immer enger wird und einen zylindrischen Hals besitzt. Er wurde 1860 vom deutschen Chemiker Emil Erlenmeyer entwickelt.
Die Glasgefäße werden als Laborgerät genutzt. Im Laborgebrauch existieren verschiedene Ausführungen des Erlenmeyerkolbens, die Enghals- (DIN 12380/ISO 1773) und die Weithals-Form (DIN 12385) mit Bördelrand und Teilung und je nach Anwendung auch Kolben mit Normschliff (DIN EN ISO 4797),  z. B. auch für Zerstäuber oder Iodzahlkolben ohne und mit Kragen.

## Eigenschaften
Durch den sich verjüngenden Hals ist die Gefahr, dass Flüssigkeiten bei Zugabe von Substanzen, beim Schwenken, Rühren oder Sieden unkontrolliert aus dem Kolben entweichen, deutlich kleiner als bei Bechergläsern.
So können im Erlenmeyerkolben bequem z. B. Flüssigkeiten vermischt oder Lösungsvorgänge durch – auch relativ heftiges – Schwenken oder Rühren beschleunigt werden. Er eignet sich wie der Rundkolben auch gut für den Magnetrührer, kann aber wegen seines flachen Bodens direkt abgestellt werden. (Der Rundkolben hingegen benötigt einen Korkring oder ein Stativ für den festen Stand, letzteres macht ein Schwenken mit der Hand oder ein häufiges Prüfen durch Halten ins Gegenlicht umständlicher.)
Dünnwandige Erlenmeyerkolben dürfen nicht einem Vakuum ausgesetzt werden, da wegen des flachen Bodens Implosionsgefahr besteht. Eine dickwandige Sonderform des Erlenmeyerkolbens ist die Saugflasche.

### Material
Erlenmeyerkolben werden vorwiegend aus Glas (heute überwiegend Borosilikatglas) gefertigt, manchmal auch aus verschiedenen Kunststoffen wie Polycarbonat, Polyethylenterephthalat-Copolyester (PETG), Polymethylpenten, Polypropylen oder Polytetrafluorethylen (PTFE). Traditionell werden Erlenmeyerkolben zur Verhinderung von Kontaminationen mit Stopfen verschlossen, es gibt jedoch auch Modelle mit Schraubverschluss. Die Volumina reichen von 25 bis 10.000 ml. Glaskolben sind chemisch beständig gegen Lösungsmittel, starke Säuren oder mäßig alkalische Lösungen und können einfach gereinigt und sterilisiert sowie autoklaviert werden, so dass sie mehrfach verwendet werden können. Kunststoff-Kolben sind je nach verwendetem Material bedingt lösungsmittelresistent sowie eingeschränkt autoklavierbar und werden in der Regel als Einwegprodukt angeboten.

### Ausführungen und Bauformen
Je nach Größe der Öffnung, im Verhältnis zum Gefäß, kann zwischen enghalsigen und weithalsigen Erlenmeyerkolben unterschieden werden.
Weithalsige Erlenmeyerkolben wurden früher auch als Maulaffen bezeichnet.

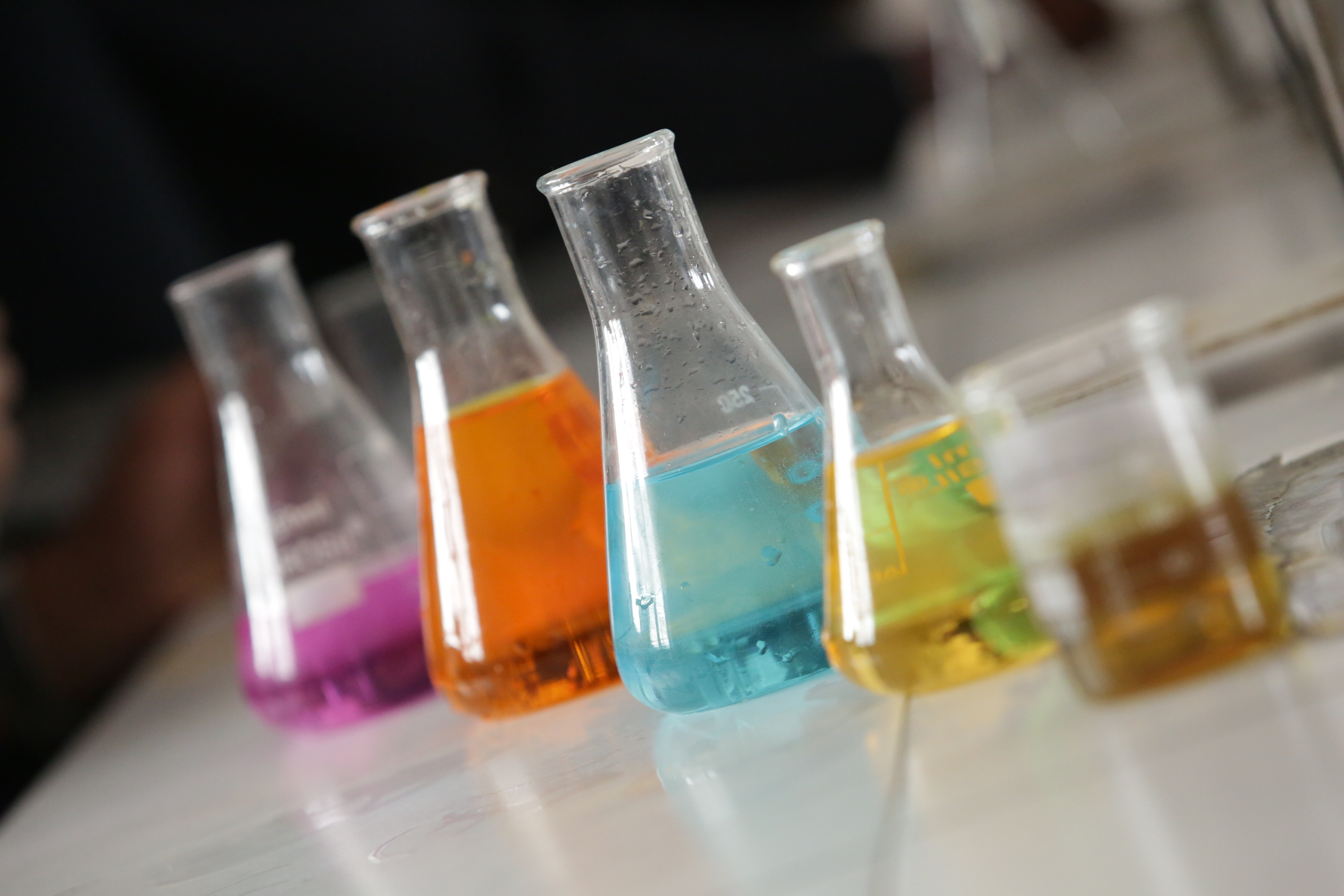
Vier Erlenmeyerkolben und ein Becherglas
Verschiedene Erlenmeyerkolben
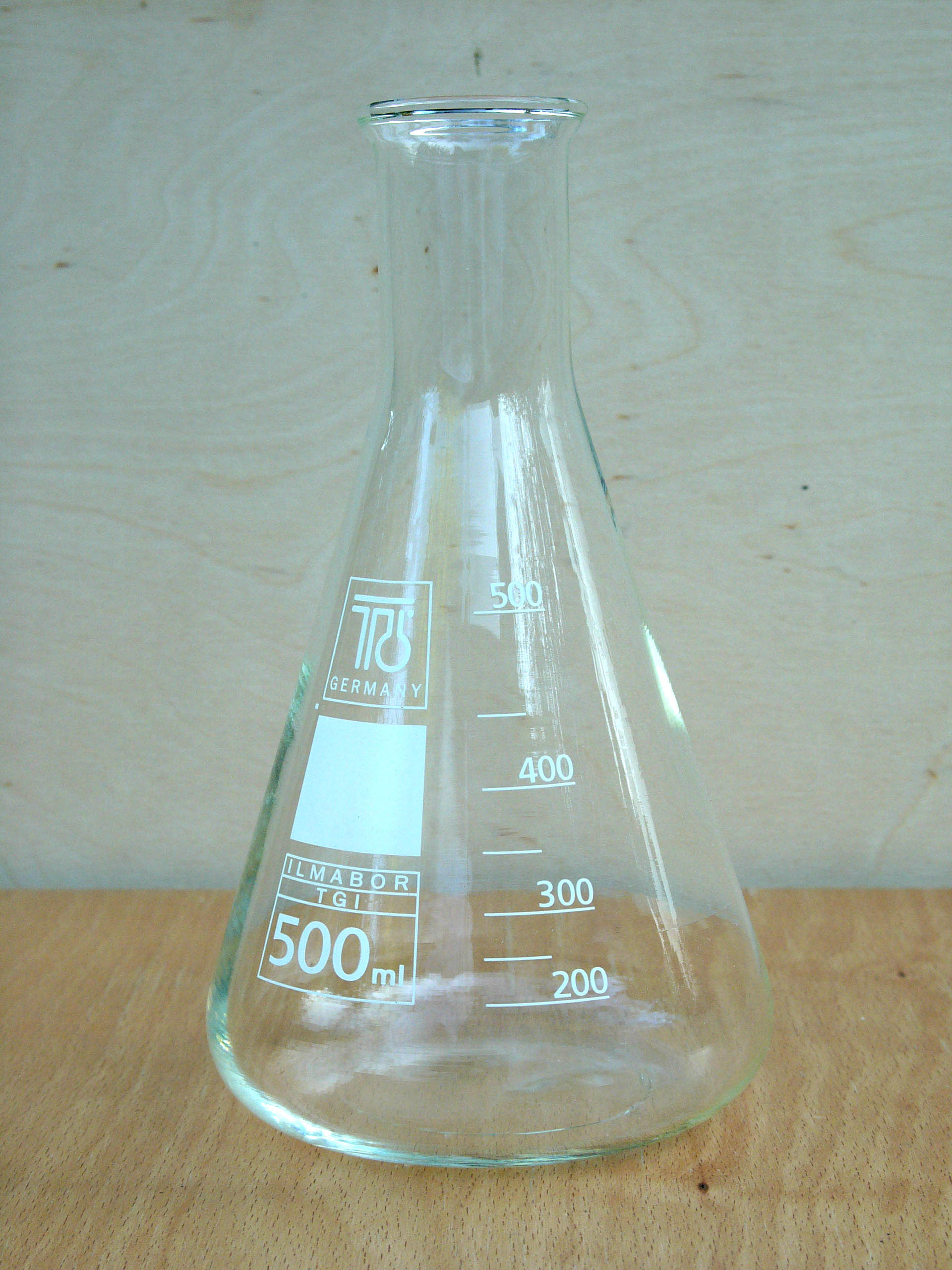
Erlenmeyerkolben 500 ml
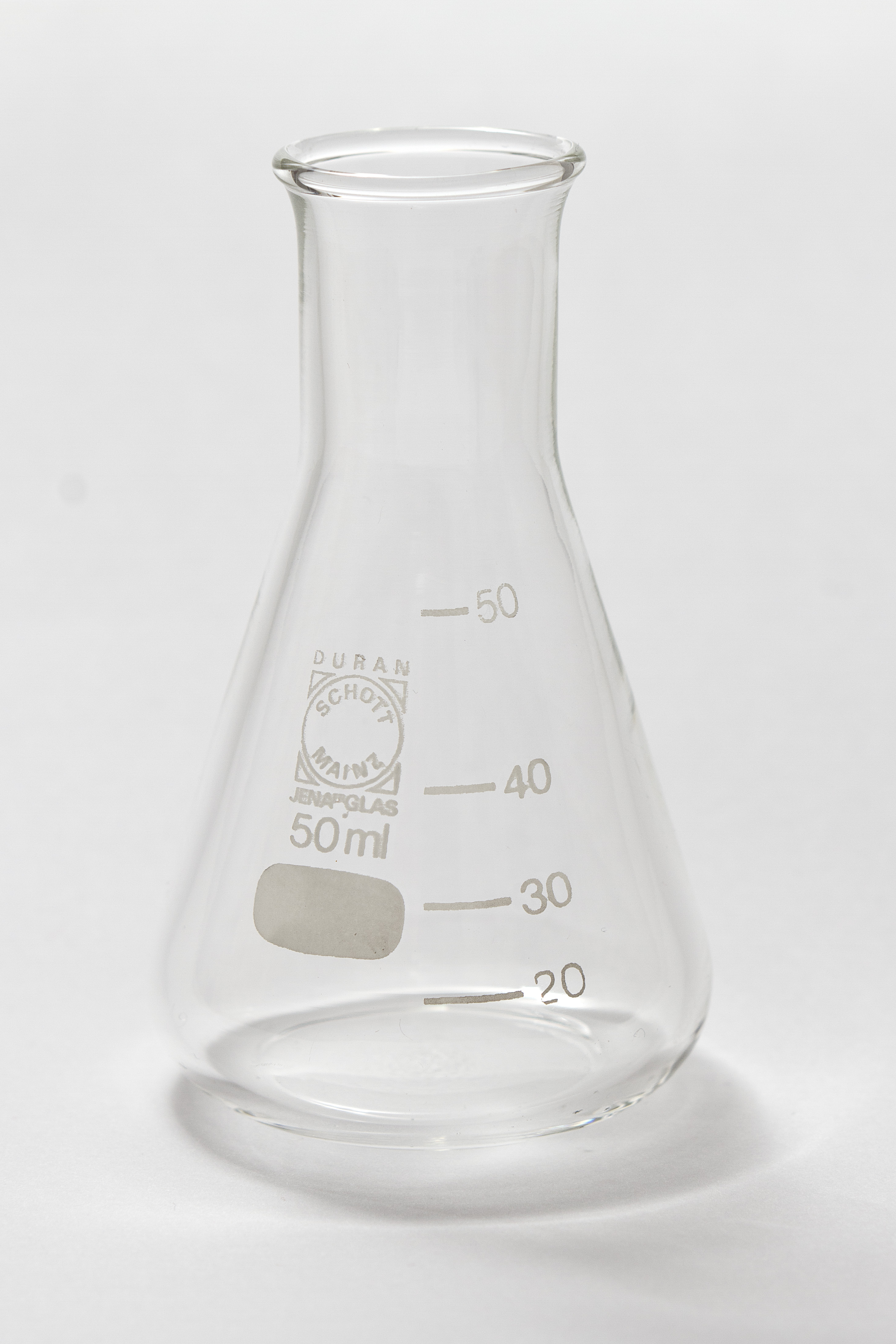
Erlenmeyerkolben 50 ml Enghals
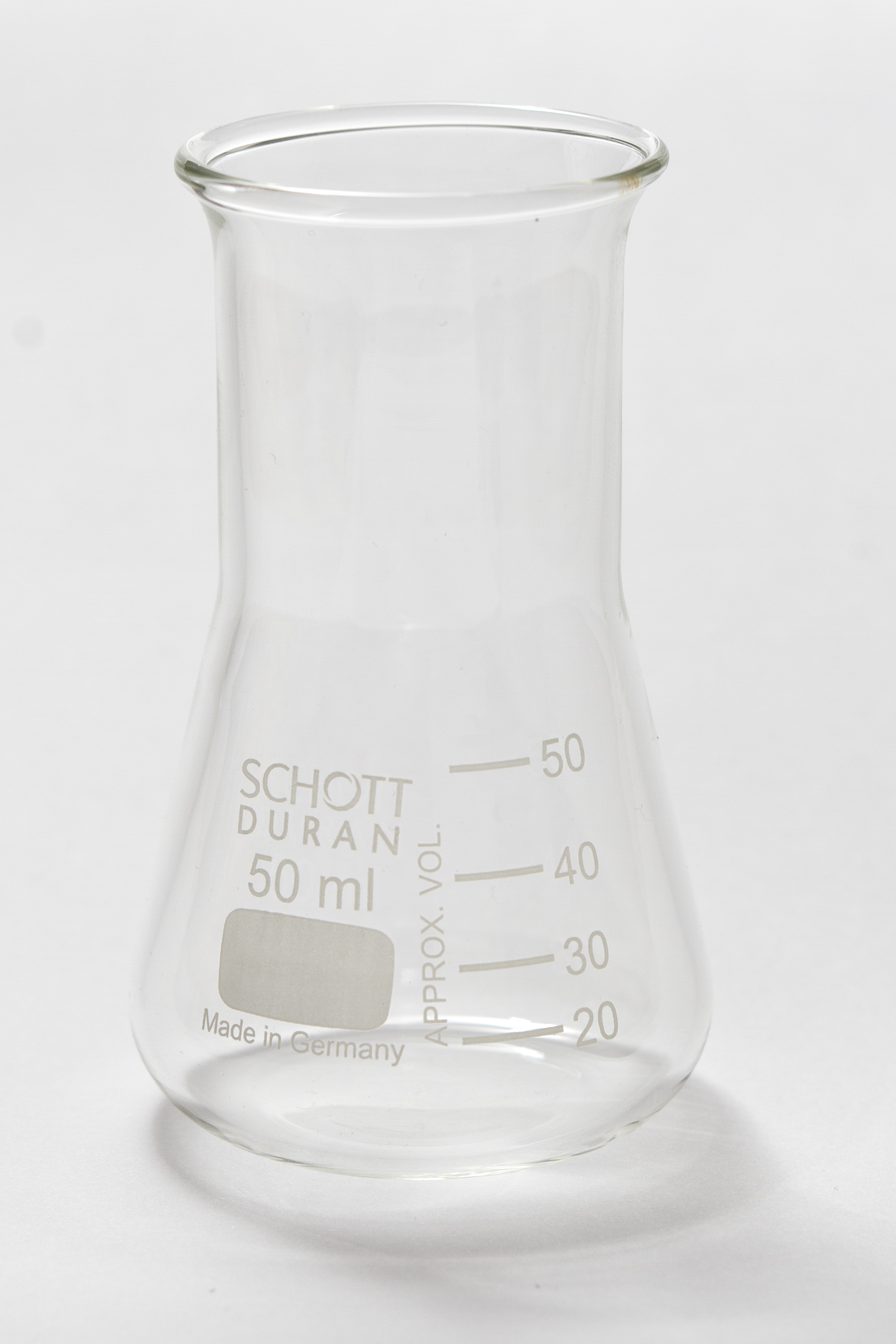
Erlenmeyerkolben 50 ml Weithals („Maulaffe“)
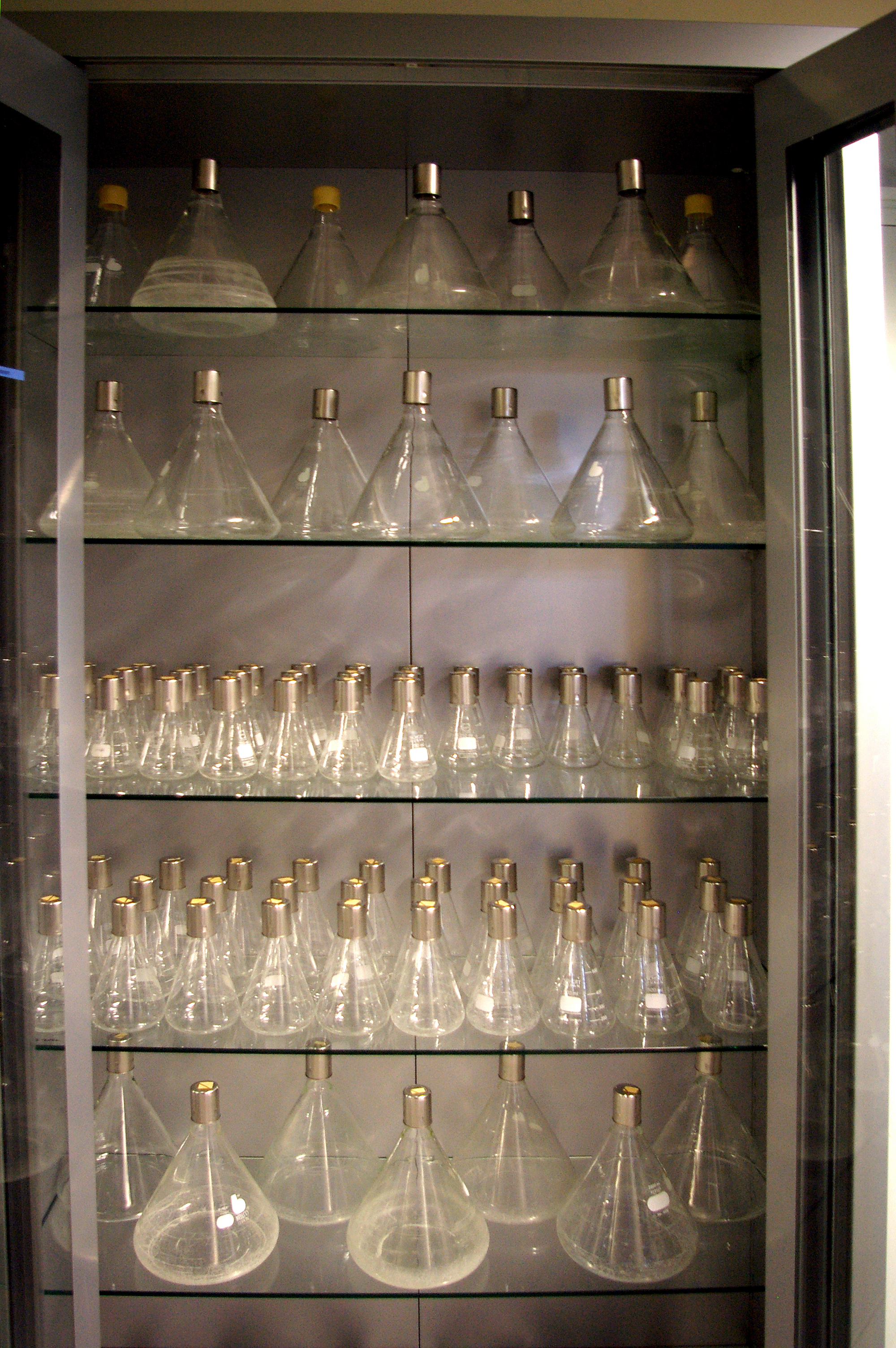
Schrank mit für Kulturen bestimmten Erlenmeyerkolben

Es gibt mehrere Normen, die sich mit Erlenmeyerkolben befassen:
- DIN ISO 1773 enghalsige Erlenmeyerkolben
- EN ISO 24450 weithalsige Erlenmeyerkolben
- DIN ISO 4797 Erlenmeyer mit Normschliff

Folgende Größen sind in den Normen beschrieben:
| Nennvolumen ml | Größter äußerer Durchmesser mm | Äußerer Halsdurchmesser mm | Gesamthöhe mm | Wanddicke (min.) mm |
| -------------- | ------------------------------ | -------------------------- | ------------- | ------------------- |
| 25             | 42 ± 1                         | 22 ± 1                     | 75 ± 3        | 0,8                 |
| 50             | 51 ± 1                         | 22 ± 1                     | 90 ± 3        | 0,8                 |
| 100            | 64 ± 1,5                       | 22 ± 1                     | 105 ± 3       | 0,8                 |
| 250            | 85 ± 2                         | 34 ± 1,5                   | 145 ± 3       | 0,9                 |
| 500            | 105 ± 2                        | 34 ± 1,5                   | 180 ± 4       | 0,9                 |
| 1000           | 131 ± 3                        | 42 ± 2                     | 220 ± 4       | 1,3                 |
| 2000           | 166 ± 3                        | 50 ± 2                     | 280 ± 4       | 1,5                 |
| 3000           | 187 ± 3                        | 50 ± 2                     | 310 ± 5       | 1,8                 |
| 5000           | 220 ± 3                        | 50 ± 2                     | 365 ± 5       | 1,8                 |

| Nennvolumen ml | Größter äußerer Durchmesser mm | Äußerer Halsdurchmesser mm | Gesamthöhe mm | Wanddicke (min. / max.) mm |
| -------------- | ------------------------------ | -------------------------- | ------------- | -------------------------- |
| 50             | 51 ± 1                         | 34 ± 1,5                   | 85 ± 3        | 0,8 / 2,5                  |
| 100            | 64 ± 1,5                       | 34 ± 1,5                   | 105 ± 3       | 0,8 / 2,5                  |
| 250            | 85 ± 2                         | 50 ± 2                     | 140 ± 3       | 09 / 3,3                   |
| 500            | 105 ± 2                        | 50 ± 2                     | 175 ± 4       | 09 / 3,3                   |
| 1000           | 131 ± 3                        | 50 ± 2                     | 220 ± 4       | 1,3 / 3,6                  |

- DIN 4797 beschreibt zwei unterschiedliche Reihen Schlifferlenmeyerkolben

| Nennvolumen ml | Reihe 1       | Reihe 1                 | Reihe 2                | Reihe 2                 |
| Nennvolumen ml | Gesamthöhe mm | Schliffgröße NS         | Nominale Gesamthöhe mm | Schliffgröße NS         |
| -------------- | ------------- | ----------------------- | ---------------------- | ----------------------- |
| 10             | 60 ± 3        | 14/23                   | ---                    | ---                     |
| 25             | 70 ± 3        | 14/23 19/26             | 70                     | 14/23 19/26             |
| 50             | 85 ± 3        | 14/23 19/26             | 85                     | 14/23 19/26 24/29 29/32 |
| 100            | 100 ± 6       | 14/23 19/26 24/29 29/32 | 105                    | 14/23 19/26 24/29 29/32 |
| 250            | 140 ± 6       | 19/26 24/29 29/32       | 135                    | 19/26 24/29 29/32 34/35 |
| 500            | 175 ± 6       | 19/26 24/29 29/32       | 170                    | 19/26 24/29 29/32 34/35 |
| 1000           | 220 ± 7       | 24/29 29/32 34/35       | 210                    | 24/29 29/32 34/35       |
| 2000           | 270 ± 7       | 24/29 29/32 34/35       | 275                    | 24/29 29/32 34/35       |
| 3000           | ---           | ---                     | 310                    | 34/35 45/40             |
| 5000           | ---           | ---                     | 365                    | 34/35 45/40             |

## Anwendungsbereiche

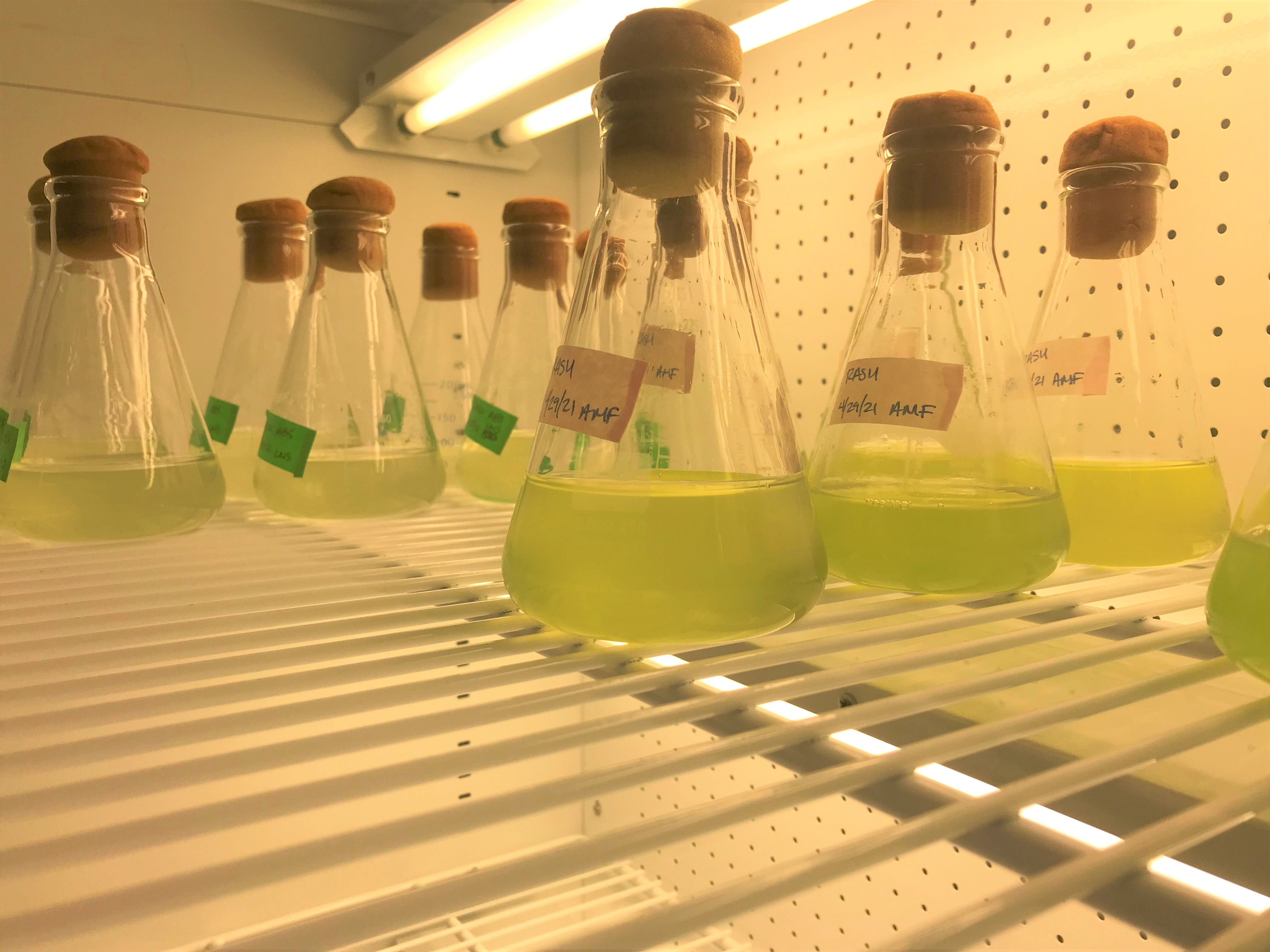
Kultivierung von Algenkulturen in Erlenmeyerkolben

- Durchmischung: Durch Schwenken oder Rühren können im Erlenmeyerkolben Flüssigkeiten vermischt, Suspensionen stabil erhalten oder Lösungsvorgänge beschleunigt werden. Durch den flachen Boden sind Erlenmeyerkolben standsicher und können auf Magnetrührern zum Vermischen von Stoffen eingesetzt werden. Die Kegelform und der enger werdende Hals reduzieren die Spritzgefahr im Vergleich zu offenen Bechergläsern.
- Erhitzen: Erlenmeyerkolben aus Glas eignen sich zum Erhitzen von Flüssigkeiten.
- Kultivierung von Mikroorganismen: Zur Kultivierung aerober Mikroorganismen werden mechanisch geschüttelte Kulturgefäße verwendet, Erlenmeyerkolben eignen sich dafür gut. Der mit der Flüssigkultur befüllte Erlenmeyerkolben wird auf einer Schüttelmaschine bewegt, um die Mikroorganismen gleichmäßig in der Flüssigkeit verteilt zu halten und den Gasaustausch zwischen Flüssigkeit und Gasphase zu fördern. Die Größe der verwendeten Erlenmeyerkolben variiert dabei anwendungsspezifisch vom Milliliter- bis Liter-Maßstab. Schikanen (nach innen gerichtete Vorsprünge) im Erlenmeyerkolben erhöhen beim Schütteln die Turbulenz in der Flüssigkeit und fördern dadurch den Gasaustausch zwischen Flüssigkeit und Gasphase.[3] Dadurch wird der Sauerstoffeintrag gefördert und damit das Wachstum der kultivierten Organismen beschleunigt.[4] Diese Art der Kultivierung wird oft verwendet, bevor technisch anspruchsvollere Kultivierungen im Laborfermenter durchgeführt werden.

## Sauerstoffversorgung in Schüttelkulturen
Die ausreichende Versorgung einer Flüssigkultur mit Sauerstoff sowie ein pH-Optimum sind Grundvoraussetzung für alle zellulären Prozesse. Die Sauerstoffkonzentration in Flüssigmedien ist abhängig von der Menge an im Medium gelöstem Sauerstoff, von der Sauerstoffmenge in der Gasphase oberhalb des Kulturmediums sowie von der Menge an Gasblasen im Medium. Dabei ist für die Effizienz des Sauerstoffeintrages (volumenbezogener Stoffübergangskoeffizient, Synonym kLa-Wert) in das Kultivierungsgefäß auch die Größe der Gasblasen, welche durch Durchmischungsbewegungen entstehen, von entscheidender Bedeutung. Zur Reduzierung der Schaumbildung werden in gerührten Bioreaktoren z. T. Antischaummittel zugesetzt, welche zu einer erheblichen Absenkung des kLa-Wertes führen. Traditionelle Stopfen und die Länge des Kolbenhalses reduzieren die Versorgung der Flüssigkultur mit Sauerstoff ebenfalls. Im Gegensatz dazu erhöhen Erlenmeyerkolben mit Schikanen sowohl die Durchmischung der Flüssigkeit als auch die für den Sauerstofftransfer verfügbare Oberfläche an der Luft-Flüssigkeits-Grenze und führen somit zu einer besseren Gasversorgung der Zellen.
Die Überwachung der Sauerstoffversorgung und anderer physikochemischer Umgebungsparameter (z. B. pH-Wert, Konzentration an gelöstem Kohlenstoffdioxid) in Schüttelkolben ist vor allem in der Bioprozesstechnik bedeutend, um die Lebensbedingungen in der Flüssigkultur konstant zu halten. Neben klassischen chemischen und elektrochemischen Verfahren zur Bestimmung der Sauerstoffkonzentration kommen heute vermehrt Lumineszenz-basierte Techniken zum Einsatz. Vorteil dieser optischen Messmethoden ist, dass kein Sauerstoff im Medium verbraucht wird, die Messung unabhängig vom pH-Wert und der Ionenstärke ist und sogar mehrere Stoffwechselparameter unter aseptischen Bedingungen ohne Probennahme parallel bestimmt werden können. Durch diese Online-Kontrolle können bei Flüssigkulturen kritische Prozessparameterkonzentrationen rechtzeitig erkannt und durch Medienwechsel oder Weiterverarbeitung der Kultur behoben werden.
Für eine gute Belüftung und Durchmischung der Flüssigkultur ist weiterhin die Rotation der Flüssigkeit „in Phase“ wichtig, d. h. die synchrone Bewegung mit der Schüttelbewegung des Tablars. Die geschüttelte Kultur kann unter bestimmten Bedingungen „außer Phase“ (engl. out of phase phenomenon) geraten. Dabei schwappt die Flüssigkeit unkontrolliert am Boden des Kolbens, was eine schlechte Durchmischung, einen reduzierten Gas-Flüssigkeits-Stofftransfer sowie einen reduzierten Leistungseintrag zur Folge hat. Hauptfaktor für das „außer Phase geraten“ einer Flüssigkultur ist die Viskosität des Mediums. Aber auch kleine Schütteldurchmesser, geringe Füllstände und viele und/oder große Schikanen begünstigen die Zustandsänderung.